# Can't Find My Way Home
Can't Find My Way Home, é uma canção de muito sucesso da banda de rock clássico Blind Faith de 1969.
A música aparece em vários filmes e seriados de tv americana, por exemplo o último episódio da 9° temporada da série de maior sucesso internacional Supernatural.